# Vila do Bujuru
Bujuru (às vezes grafado como Bojuru) é uma vila brasileira, no município de São José do Norte, no Rio Grande do Sul.
A Vila é a sede do terceiro distrito do município, o distrito do Bujuru, que abrange as localidades de Barra Falsa, Capão d´Areia, Capão do Meio, Cavalhada, Curral Velho, Farol da Conceição, Garupeira, Paorá, Ronda e Turpim .
Bujuru fica 72 km a norte da sede do município, e seu acesso é feito através da chamada Estrada do Inferno, a antiga RTS-101, ao longo do estreito entre a Lagoa dos Patos e o Oceano Atlântico, hoje incorporada à BR-101 e quase totalmente asfaltada .
Segundo Luís Caldas Tibiriçá (1984, p. 30) , o termo bojuru ou bujuru deriva da palavra tupi-guarani mboi-juru e significa boca de cobra - boca, no caso, referindo-se à entrada da mata.